# Kurt Ott
Kurt Ott (Zúric, 9 de desembre de 1912 - Schlieren, 19 d'abril de 2001) va ser un ciclista suís que fou professional entre 1938 i 1939.
Com a ciclista amateur va guanyar la medalla de plata als Jocs Olímpics de Berlín de 1936 en la prova de ruta per equips, junt a Edgar Buchwalder i Ernst Nievergelt. En aquests mateixos Jocs finalitzà el catorzè en la prova individual.
Durant la seva carrera combinà el ciclisme en ruta amb el ciclocròs, modalitat de la qual fou campió nacional el 1938.

## Palmarès
- 1934
  - 1r al Critèrium de Wangen
- 1936
  -  Medalla de plata als Jocs Olímpics de Berlín en ruta per equips
- 1938
  -  Campió de Suïssa de ciclocròs